# Калуцкий, Николай Васильевич
Николай Васильевич Калуцкий (1919—2002) — советский офицер-артиллерист, участник Великой Отечественной войны, Герой Советского Союза (10.04.1945). Полковник Советской Армии.

## Биография
Николай Калуцкий родился 19 февраля 1919 года на хуторе Пролетарский (ныне — Кореновский район Краснодарского края). Всё его детство прошло в кумыкском селе Кака-Шура Карабудахкентского района Дагестанской АССР, где его отец работал ветеринарным врачом. Благодаря этому Николай Васильевич в совершенстве владел кумыкским языком.
После окончания Орджоникидзевского железнодорожного техникума работал инструктором производственного обучения в школе фабрично-заводского ученичества на станции Дербент.
В октябре 1939 года был призван на службу в пограничные войска НКВД СССР, служил в Средней Азии. В начале Великой Отечественной войны был направлен в Ново-Петергофское военно-политическое училище войск НКВД, однако уже в августе 1941 года Калуцкий был направлен на фронт. Участвовал в битве за Ленинград, в том числе в Ленинградской стратегической оборонительной операции в составе сводного полка курсантов, который ценой больших жертв приостановил немецкое наступление и удерживал занимаемые рубежи несколько недель. С октября 1941 года воевал политруком миномётного батальона на Ораниенбаумском плацдарме. С 1942 года командовал артиллерийской батареей, участвовал в прорыве блокады и окончательном её снятии, освобождении Псковской области и Прибалтики. К январю 1945 года капитан Калуцкий командовал батареей 1229-го гаубичного артиллерийского полка 58-й тяжёлой гаубичной артиллерийской бригады 18-й артиллерийской дивизии 3-го артиллерийского корпуса прорыва 65-й армии 2-го Белорусского фронта.
Калуцкий входил в группу курсантов, которым предстояла взять «языка» — одного из солдат, охранявших мост. Калуцкий, увидев нового часового, приближавшегося к мосту, пошел к нему во весь рост и что-то сказал ему по-немецки. Как позже выяснилось, фраза в переводе на русский означала: «Посмотри-ка, что я тут обнаружил!..». Часовой, вероятно, принял Калуцкого за своего патрульного. Калуцкий, не доходя до часового, неторопливо повернулся и направился в сторону группы своих замаскировавшихся товарищей. Причем он стал громко кашлять, создавая впечатление, что это мешает ему продолжать разговор. Бросившись на часового, курсанты сбили его с ног и пленили.
Отличился во время освобождения Польши в ходе Висло-Одерской наступательной операции. 16 января 1945 года в бою батарея Калуцкого уничтожила несколько танков противника, отбив его контратаку. 28 января батарея вместе со стрелковым батальоном успешно переправилась через Вислу и захватила плацдарм на её западном берегу. К исходу того же дня оба подразделения понесли большие потери в боях за удержание плацдарма — в них осталось всего 15 бойцов, каждый из которых был ранен. Когда из строя выбыл командир батальона, Калуцкий заменил его собой, продолжая держать оборону. В тех боях он два раза был вынужден вызвать огонь на себя. Во время второго такого вызова он получил тяжёлые ранения, был сочтён погибшим и уложен в братскую могилу. Старшина батареи, пришедший проститься с Калуцким, обнаружил, что тот жив, и отправил его в госпиталь.
Указом Президиума Верховного Совета СССР от 10 апреля 1945 года за «образцовое выполнение боевых заданий командования и проявленные при этом мужество и героизм» капитан Калуцкий был удостоен высокого звания Героя Советского Союза с вручением ордена Ленина и медали «Золотая Звезда» за номером 3119.
В дальнейшем участвовал в штурме Гдыни и Данцига, боях за Берлин. Участник Парада Победы 1945 и 1995 годов.
После окончания войны он продолжал службу в Советской Армии. В 1956 году окончил Военно-политическую академию. В июле 1957 года в звании полковника был уволен в запас. Проживал в Москве, работал сначала в КЭЧ МО СССР, затем начальником отдела кадров в НИИ среднего машиностроения. Также активно участвовал в военно-патриотической работе среди молодёжи по линии ДОСААФ, состоял в руководящих органах Советского комитета ветеранов войны. Умер 28 апреля 2002 года, похоронен на Преображенском кладбище Москвы.

## Награды
- Герой Советского Союза (10.04.1945)
- Орден Ленина (10.04.1945)
- Два ордена Отечественной войны 1-й степени (27.11.1945, 11.03.1985)
- Орден Отечественной войны 2-й степени (27.04.1944)
- Два ордена Красной Звезды (30.11.1943, 5.11.1954)
- Медаль «За боевые заслуги» (15.11.1950)
- Ряд медалей
- Почётный гражданин Дербента[1]

## Сочинения Н. В. Калуцкого
- Заветные зори. — М., 1972.
- Память сердца. — 1975.
- Огонь — на себя! — М., 1981.
- Автограф Победы. — 1987.
- Курсанты. — 1997.
- Слово о солдатах Великой Отечественной. — 2000.
- Бой батареи с танками // Военно-исторический журнал. — 1975. — № 2. — С. 49—53.
- Бой стрелкового батальона за захват и удержание плацдарма на Висле // Военно-исторический журнал. — 1977. — № 1. — С. 66—71.
- Разведка противника (август 1941 г.) // Военно-исторический журнал. — 1979. — № 1. — С. 46—50.
- В лесах под Берлином // Военно-исторический журнал. — 1979. — № 5. — С. 50—52.
- Разведка боем усиленной стрелковой ротой в районе Перелесья // Военно-исторический журнал. — 1980. — № 5. — С. 50—53.
- Неизвестная страница войны // Военно-исторический журнал. — 1985. — № 12. — С. 49—54.
- Артиллеристы на плацдарме // Военно-исторический журнал. — 1987. — № 3. — С. 57—61.
- Московская битва // Военно-исторический журнал. — 1990. — № 4. — С. 19—28.
- Неизвестные страницы войны // Военно-исторический архив. — 2001. — № 5. — С. 82—98.

## Память
Именем Калуцкого названы улицы в городе Кореновск Краснодарского края, пригороднем посёлке Бамматбекюрт города Хасавюрт Республики Дагестан, селе Параул Карабудахкентского района той же республики.